# Jatin Lalit
Jatin Lalit (o Jatin-Lalit) és la contracció dels noms d'un duo de compositors de música de cinema indis. Es tracta dels germans Jatin Pandit i Lalit Pandit, provinents d'una família de músics tradicionals (gharana), sent fills del compositor Pandit Pratap Narayan Mishra i nebots del gran cantant clàssic Pandit Jasraj. D'ençà que van començar la seva col·laboració l'any 1992 es van convertir en uns dels compositors més prolífics del cinema de Bollywood, i els seus "hits" encara es poden escoltar a pràcticament totes les ràdios i a totes les botigues i llars de l'Índia. El 2006 van anunciar que se separaven com a duo i que continuaven les seves carreres de manera independent.
Hereus de l'estil de Rahul Dev Burman, van saber renovar-lo aportant una certa harmonia als temes romàntics allà on abans hi predominava el color i la diversitat. Les seves col·laboracions més fructuoses han estat amb els joves directors Karan Johar i Aditya Chopra, gràcies a les pel·lícules dels quals han obtingut els seus majors èxits. La banda sonora de Dilwale Dulhania Le Jayenge, per exemple, va ser considerada la millor de tots els temps (del cinema en hindi) pels votants per internet de la BBC Asian Network, i el segon i el tercer lloc d'aquest sondatge també el van obtenir les seves composicions per a Kabhi Khushi Kabhie Gham i Kuch Kuch Hota Hai. A més, la música de Dilwale Dulhania Le Jayenge va obtenir el sisè lloc a Planet Bollywood en la seva llista de les "100 millors bandes sonores de Bollywood". A la mateixa llista hi figuren Kabhi Khushi Kabhie Gham (n° 64), Kuch Kuch Hota Hai (n° 69) i Khamoshi: The Musical (n° 97).

## Discografia
| Any  | Pel·lícula                      | Notes |
| ---- | ------------------------------- | --- |
| 1991 | Yaara Dildara                   | |
| 1992 | Jo Jeeta Wohi Sikander          | Nominada al Filmfare Award per la millor direcció musical |
| 1992 | Khiladi                         | |
| 1992 | Raju Ban Gaya Gentleman         | |
| 1993 | Aadmi                           | |
| 1993 | Ashaant                         | |
| 1993 | Kabhi Haan Kabhi Naa            | |
| 1993 | Bhookamp                        | |
| 1993 | Boy Friend                      | |
| 1994 | Cheetah                         | |
| 1994 | Hanste Khelte                   | |
| 1994 | Vaade Iraade                    | |
| 1995 | Dilwale Dulhania Le Jayenge     | Nominada al Filmfare Award per la millor direcció musical |
| 1995 | Gangster                        | |
| 1995 | Nishana                         | |
| 1995 | Paandav                         | |
| 1996 | Fareb                           | |
| 1996 | Khamoshi                        | Nominada al Filmfare Award per la millor direcció musical |
| 1996 | Return of Jewel Thief           | |
| 1997 | Daava                           | |
| 1997 | Ek Phool Teen Kante             | |
| 1997 | Gunda Gardi                     | |
| 1997 | Yes Boss                        | Nominada al Filmfare Award per la millor direcció musical |
| 1998 | Badadin                         | |
| 1998 | Dhoondte Reh Jaaoge             | |
| 1998 | Ghulam                          | |
| 1998 | Jab Pyaar Kisise Hota Hai       | |
| 1998 | Kuch Kuch Hota Hai              | Nominada al Filmfare Award per la millor direcció musical Gunyadora, Zee Cine Award a la millor direcció musical Gunyadora, Star Screen Award a la millor direcció musical Gunyadora, Bollywood Movie Award a la millor direcció musical |
| 1998 | Pyaar Kiya To Darna Kya         | |
| 1998 | Pyar To Hona Hi Tha             | Nominada al Filmfare Award per la millor direcció musical |
| 1998 | Saazish                         | |
| 1999 | Dil Kya Kare                    | |
| 1999 | Khoobsurat                      | |
| 1999 | Dillagi                         | |
| 1999 | Pyaar Koi Khel Nahin            | |
| 1999 | Sar Aankhon Par                 | |
| 1999 | Sangharsh                       | |
| 1999 | Sarfarosh                       | Nominada al Filmfare Award per la millor direcció musical |
| 1999 | Silsila Hai Pyar Ka             | |
| 1999 | Vaastav                         | |
| 1999 | Yeh Hai Mumbai Meri Jaan        | |
| 2000 | Dhai Akshar Prem Ke             | |
| 2000 | Mohabbatein                     | Nominada al Filmfare Award per la millor direcció musical |
| 2000 | Phir Bhi Dil Hai Hindustani     | |
| 2000 | Raja Ko Rani Se Pyar Ho Gaya    | |
| 2000 | Raju Chacha                     | |
| 2001 | Albela                          | |
| 2001 | Censor                          | |
| 2001 | Kabhi Khushi Kabhie Gham        | Nominada al Filmfare Award per la millor direcció musical |
| 2002 | Aankhen                         | |
| 2002 | Kehtaa Hai Dil Baar Baar        | |
| 2002 | Kranti                          | |
| 2002 | Soch                            | |
| 2002 | Waah! Tera Kya Kehna            | |
| 2002 | Tum Jiyo Hazaro Saal            | |
| 2003 | Chalte Chalte                   | Nominada al Filmfare Award per la millor direcció musical |
| 2003 | Haasil                          | |
| 2004 | Aur Phir Ek Din                 | |
| 2004 | Hum Tum                         | |
| 2004 | Rok Sako To Rok Lo              | |
| 2004 | Sab Kuch Hai Par Kuch Bhi Kahin | |
| 2005 | Chand Sa Roshan Chehra          | |
| 2005 | Aap Jaisa Koi Nahin             | |
| 2005 | Khamosh Khauff Ki Raat          | |
| 2005 | Filmstar                        | |
| 2005 | Pyaar Mein Twist                | |
| 2005 | Revathi                         | |
| 2005 | Zameer                          | |
| 2006 | Fanaa                           | Nominada al Filmfare Award per la millor direcció musical |
| 2006 | Mera Dil Leke Dekho             | |
| 2008 | Mr. White Mr. Black             | |